# Puvan Raj
Puvan Raj (* 29. August 2001 in Singapur), mit vollständigen Namen Puvan Raj Sivalingam, ist ein singapurischer Fußballspieler.

## Karriere
Puvan Raj erlernte das Fußballspielen in den Jugendmannschaften vom Woodlands FC und den Gymkhana Eagles. Seinen ersten Vertrag unterschrieb er am 1. Januar 2020 bei Balestier Khalsa. Der Verein spielt in der ersten singapurischen Liga, der Singapore Premier League. Sein Erstligadebüt gab Puvan Raj am 17. März 2021 im Heimspiel gegen die Tampines Rovers. Hier wurde er in der 58. Minute für Faizal Raffi eingewechselt. Die Rovers gewannen das Spiel mit 2:1.